# Martinus Rørbye
Martinus Christian Wesseltoft Rørbye (Drammen, Noruega; 19 de mayo de 1803-Copenhague, 29 de marzo de 1848) fue un pintor danés de escenas de género. Fue uno de los artistas centrales de la Edad de Oro danesa.

## Primeros años
Su familia regresó a Dinamarca cuando tenía doce años, poco después de la separación de los dos países en 1814. En 1820, con diecisiete años, comenzó sus estudios en la Academia Real de Bellas Artes. Estudió con Christian August Lorentzen y Christoffer Wilhelm Eckersberg, con quien sostuvo una estrecha colaboración profesional. De esos pintores tomó el sentido del detalle y el énfasis en el color. 
Comenzó a exhibir en 1824. Concursó en la Academia en varias ocasiones, logrando en unos cuantos años alcanzar muy destacadas posiciones. Durante los años 1820 realizó varios cuadros con vistas de Copenhague y la isla de Selandia, así como retratos. Exhibió en el Palacio de Charlottenborg en varias ocasiones desde 1824. Vista desde la ventana del artista, es una pintura de un joven Rørbye alrededor de 1825, que anuncia los muchos viajes que más tarde realizará, con su representación de un pájaro enjaulado en una ventana abierta, en la frontera entre la seguridad de la casa de sus padres y el amplio mundo desconocido representado por un buque atracado. Sus presentaciones, muchas de ellas premiadas, continuaron hasta 1848.

## Años 1830

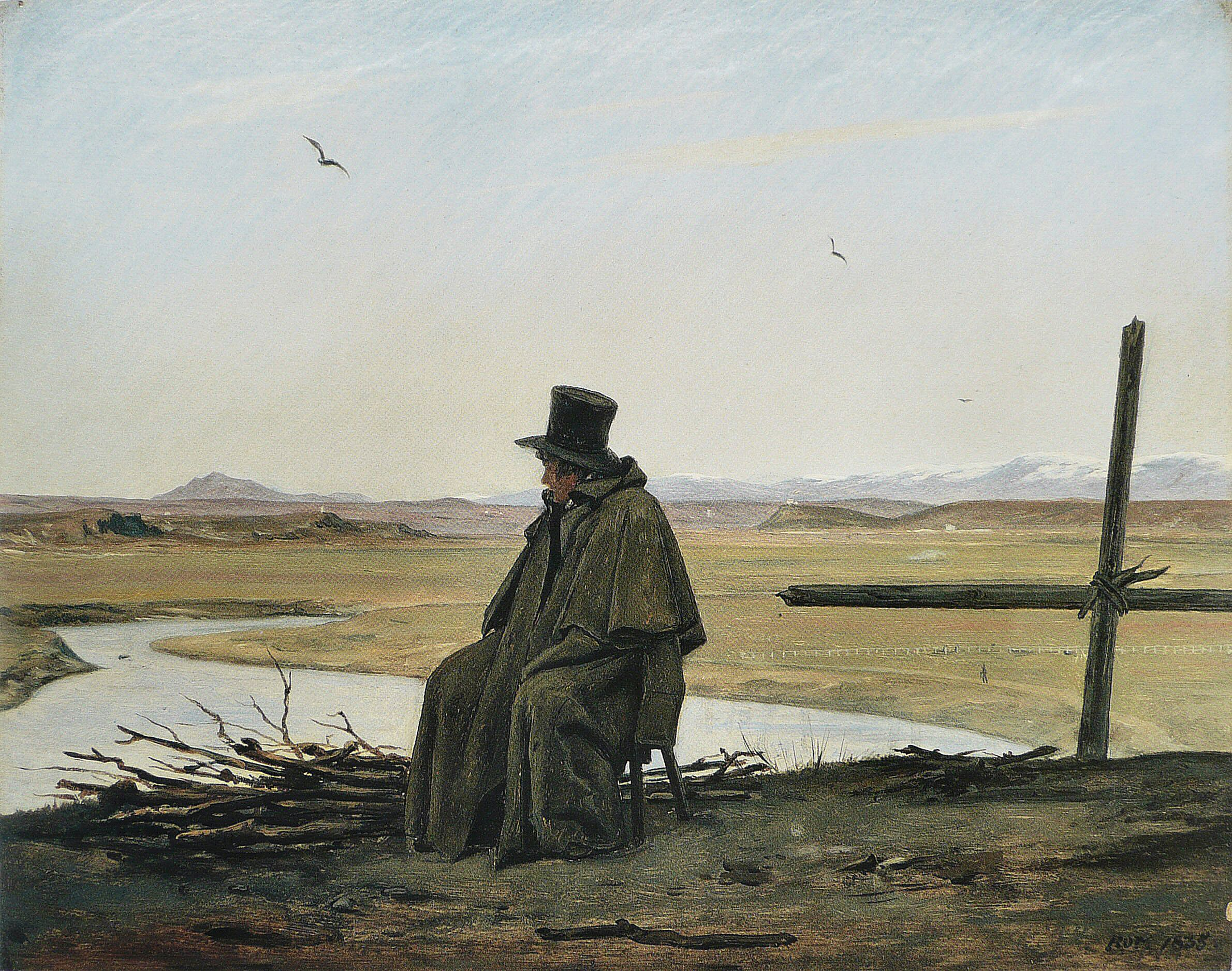
Un viajero, óleo de 1835.

Viajó a Noruega a principios de los años 1830 donde pintó paisajes, influenciado por Johan Christian Dahl y Caspar David Friedrich. También recorrió Jutlandia, conociendo en 1830 a Hans Christian Andersen en Århus. Viajó en tres ocasiones a Skagen entre 1833 y 1848, donde pintó a los pescadores y la costa del Mar del Norte así como sus alrededores. 
En 1834 recibió un sueldo como retratista. Viajó a París, a Roma donde frecuentó el círculo de artistas daneses en torno a Bertel Thorvaldsen, Sorrento, Sicilia, Atenas, otros lugares de Grecia y Constantinopla. Realizó innumerables dibujos y bocetos de todo lo que veía, y estas escenas del orientalismo le valieron la atención de sus contemporáneos. 
En 1837 regresó a Copenhague donde la Academia, reconociendo la calidad de su trabajo, lo invitó a postular su membresía con la composición de una obra de carácter orientalista, una escena folclórica de Turquía. La obra, Caravana cerca de Esmirna, fue terminada en 1838 y acogida unánimemente por la Academia. En este periodo expresó su admiración por el francés Horace Vernet. Ese año logró una de las preseas doradas en Charlottenborg.
Se casó con Rose Frederikke Schiøtt en 1839. Ese año su salud se deterioró, desplazándose al pintor a Italia en busca de mejores condiciones para recuperase.

## Años 1840
Durante su estadía en Italia pintó La plaza en Amalfi, que fue exhibido en 1842, tras su regreso un año antes. 
Fue profesor de Christen Dalsgaard y en 1844 fue profesor de la Academia. Ese mismo año fue a Suecia. 
Su salud se deterioró de nuevo y murió el 29 de marzo de 1848 en Copenhague, dejando a su joven viuda con varios niños pequeños. De manera póstuma se presentaron varias de sus obras un año después.

## Galería

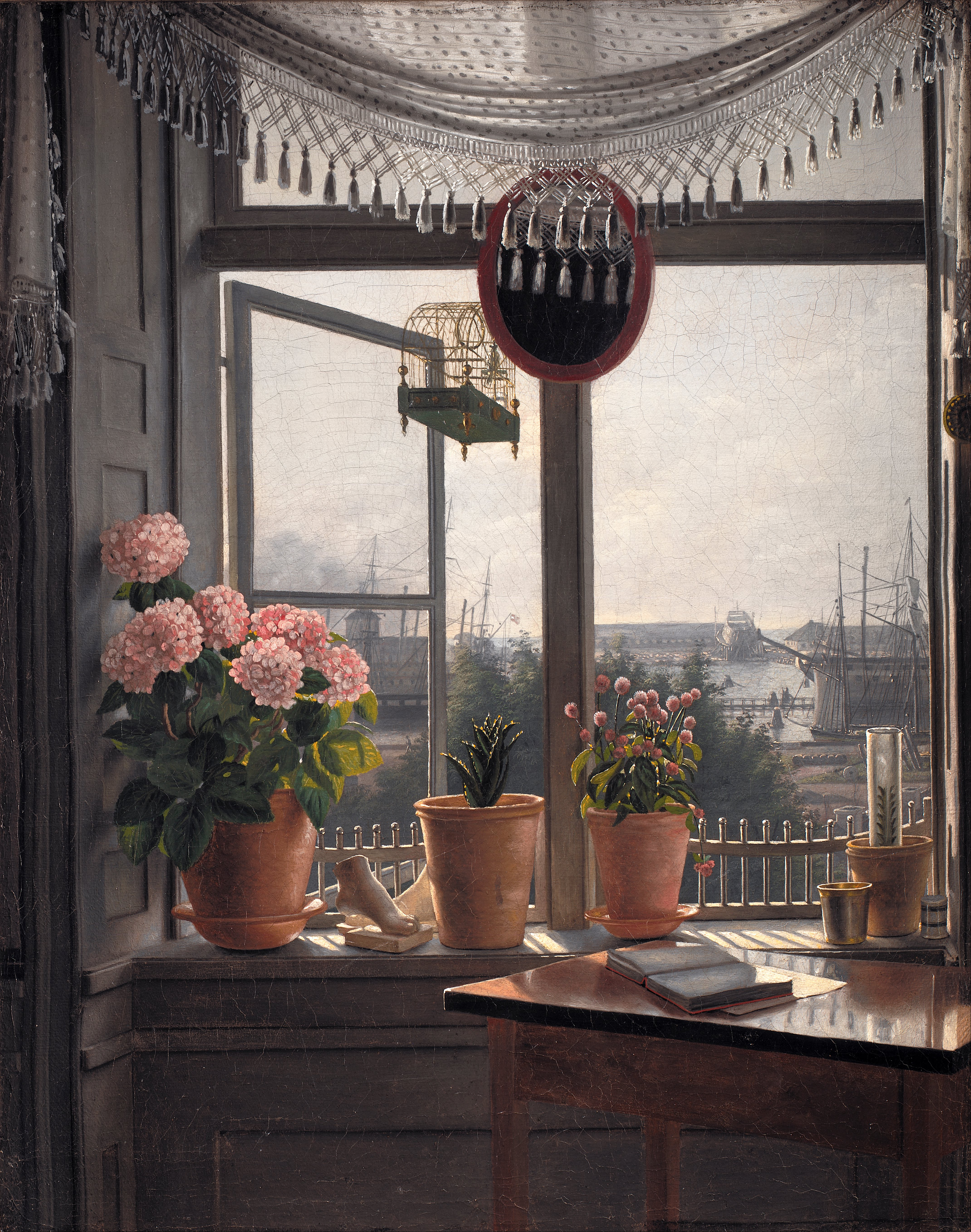
Vista desde la ventana del artista (1825)
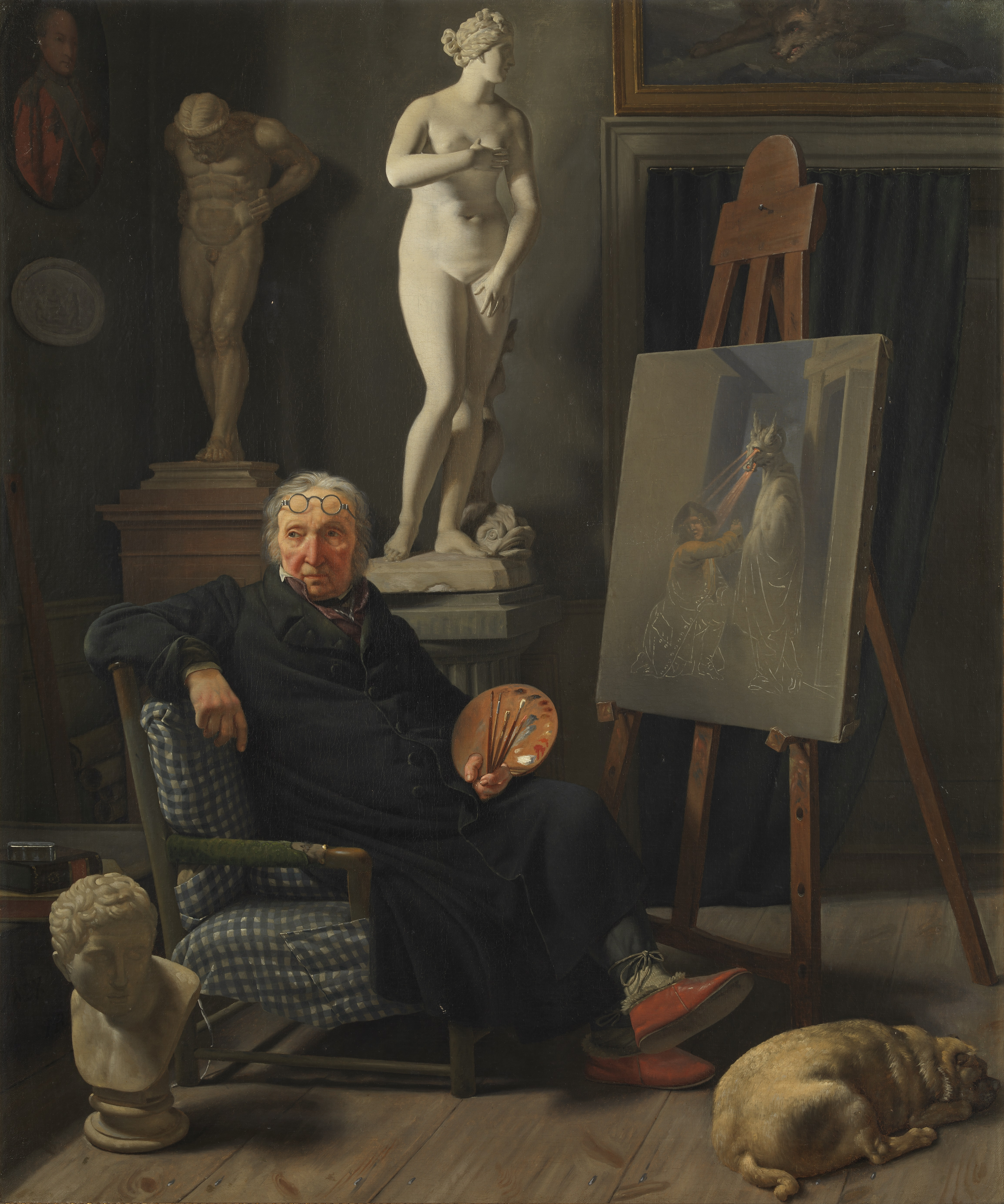
Retrato del pintor C.A. Lorentzen (1827)
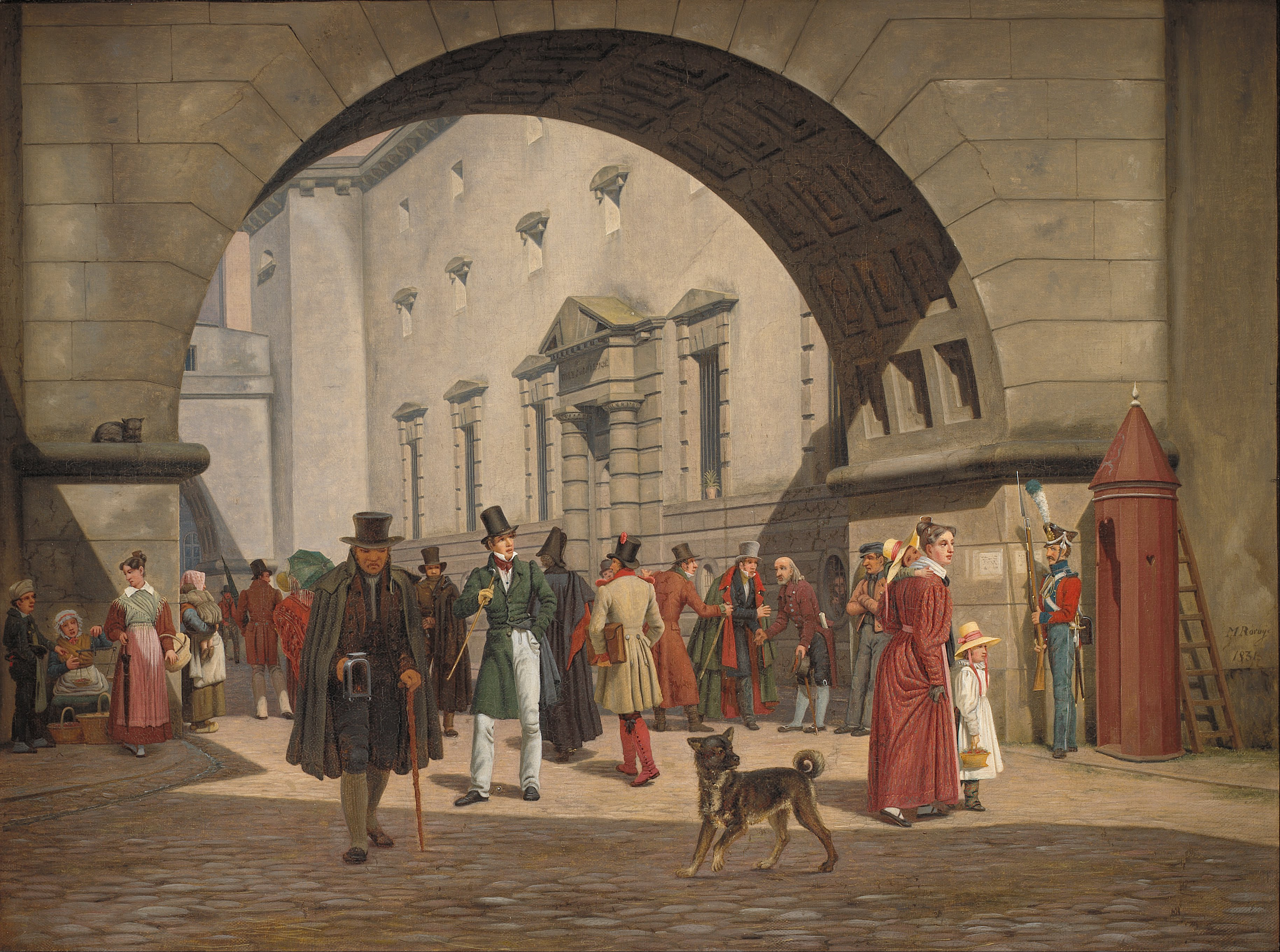
La prisión de Copenhague (1831)
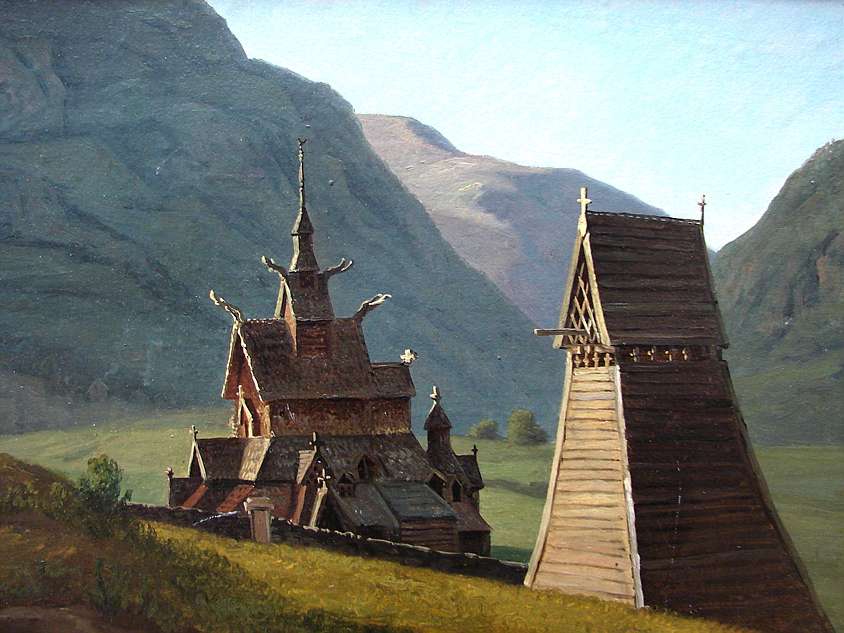
La iglesia de madera de Borgun (1833)
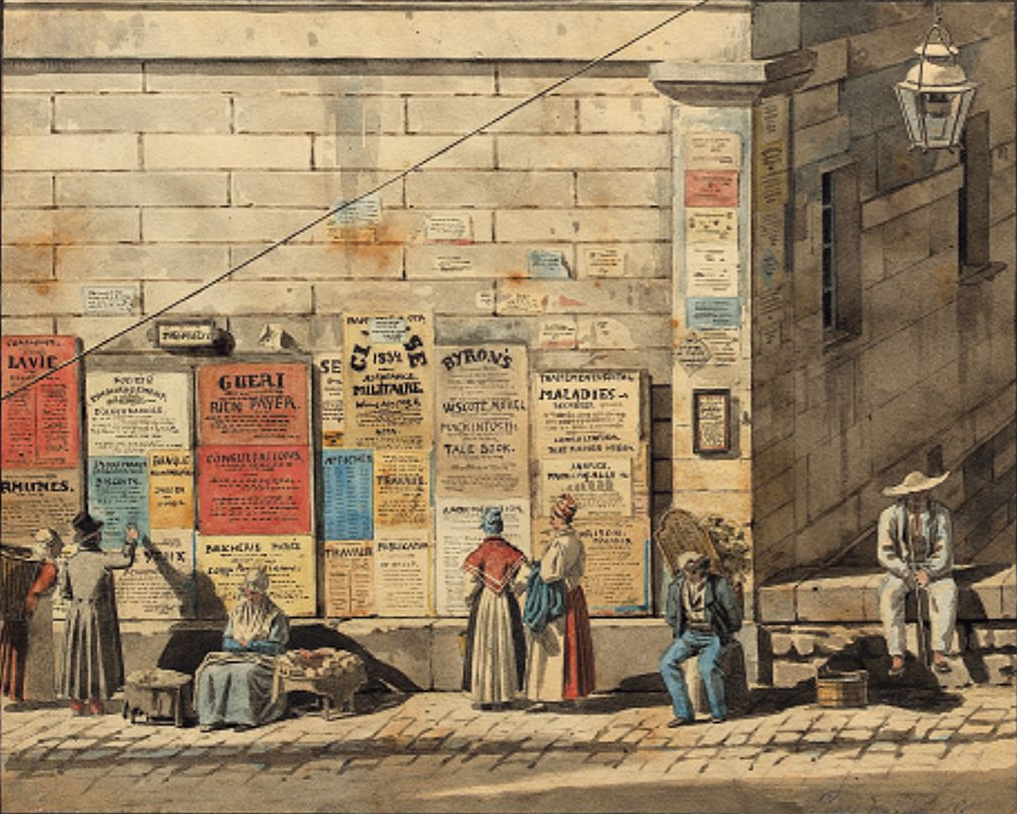
Escena callejera en París (1834)
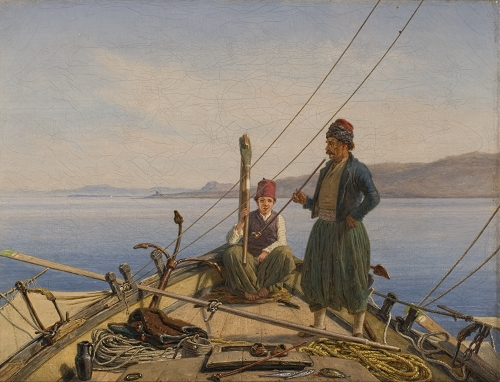
Popa de un barco griego (1836)
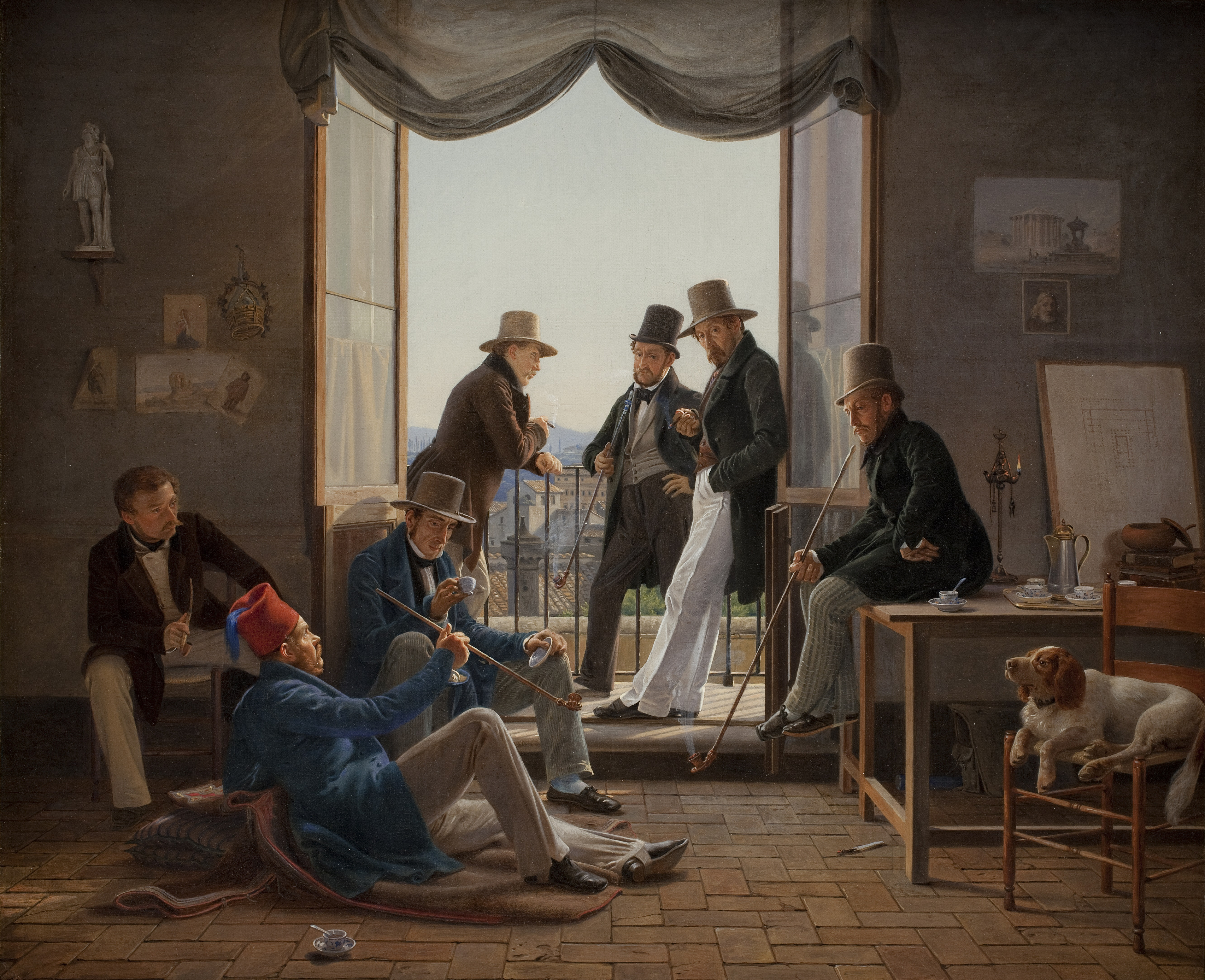
Compañía de artistas daneses en Roma (1837)
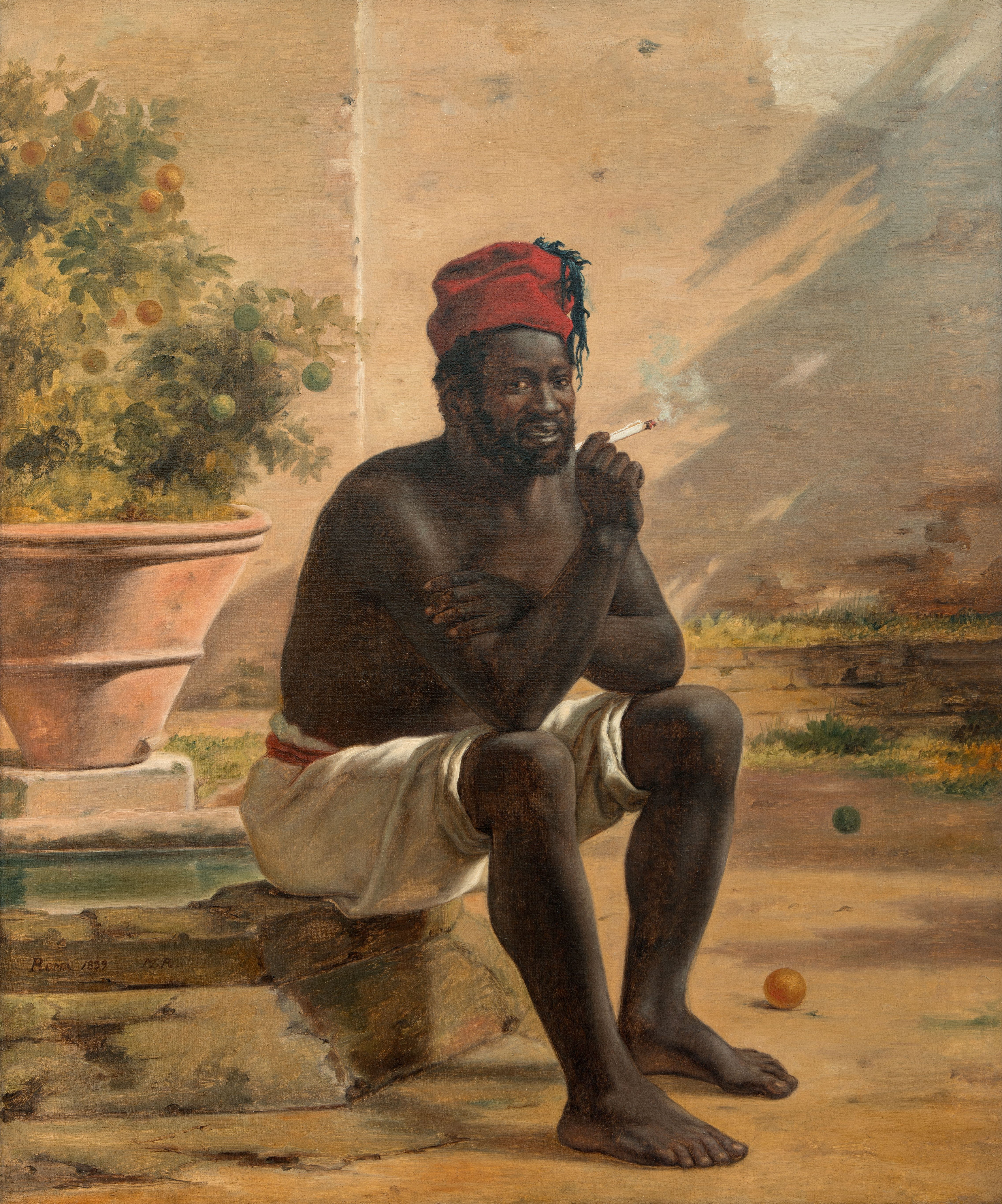
Un nubio sentado (1839)
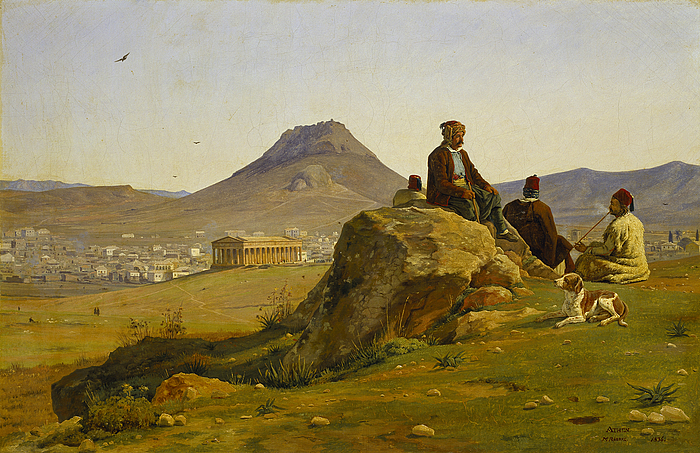
Vista de Atenas desde el suroeste (1836)
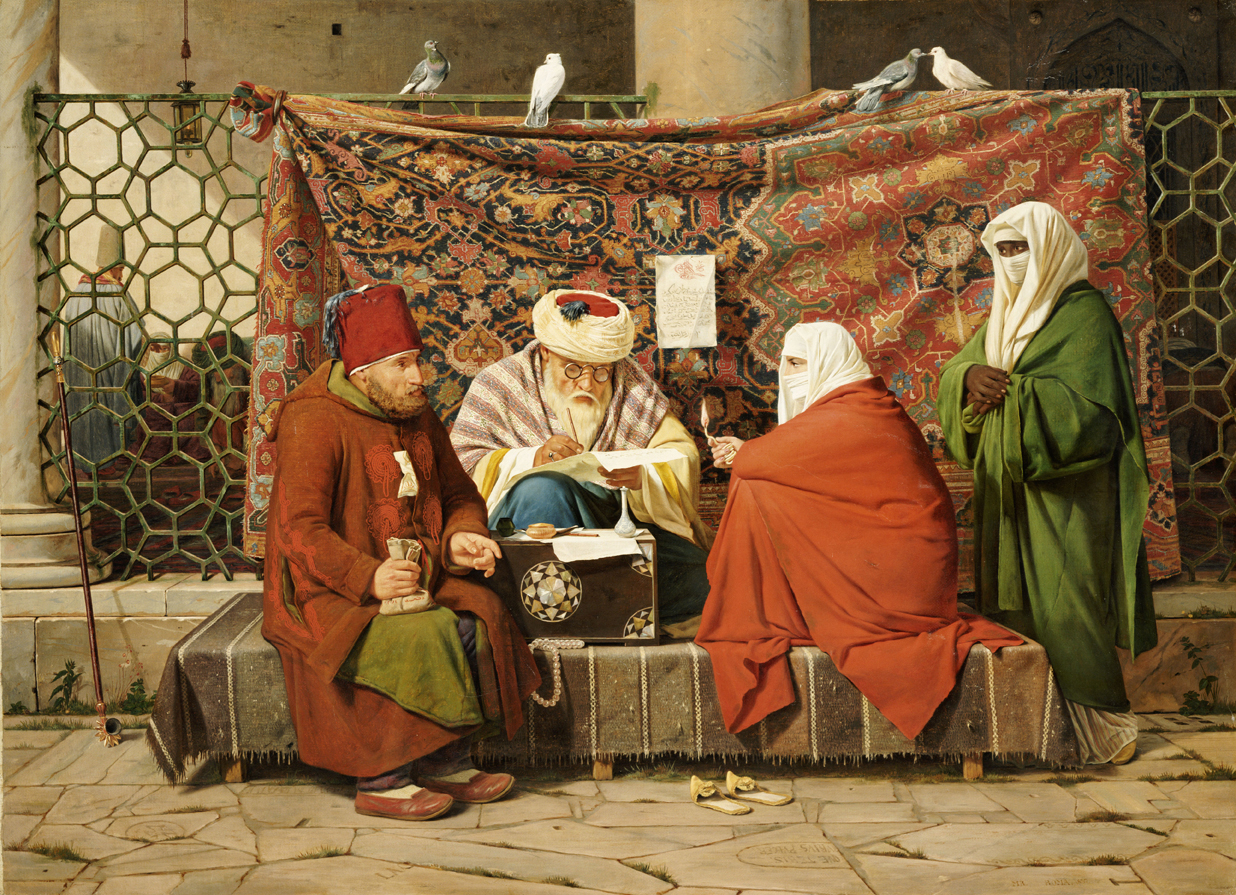
Un notario turco redactando un acta de matrimonio frente a la mezquita (1837)
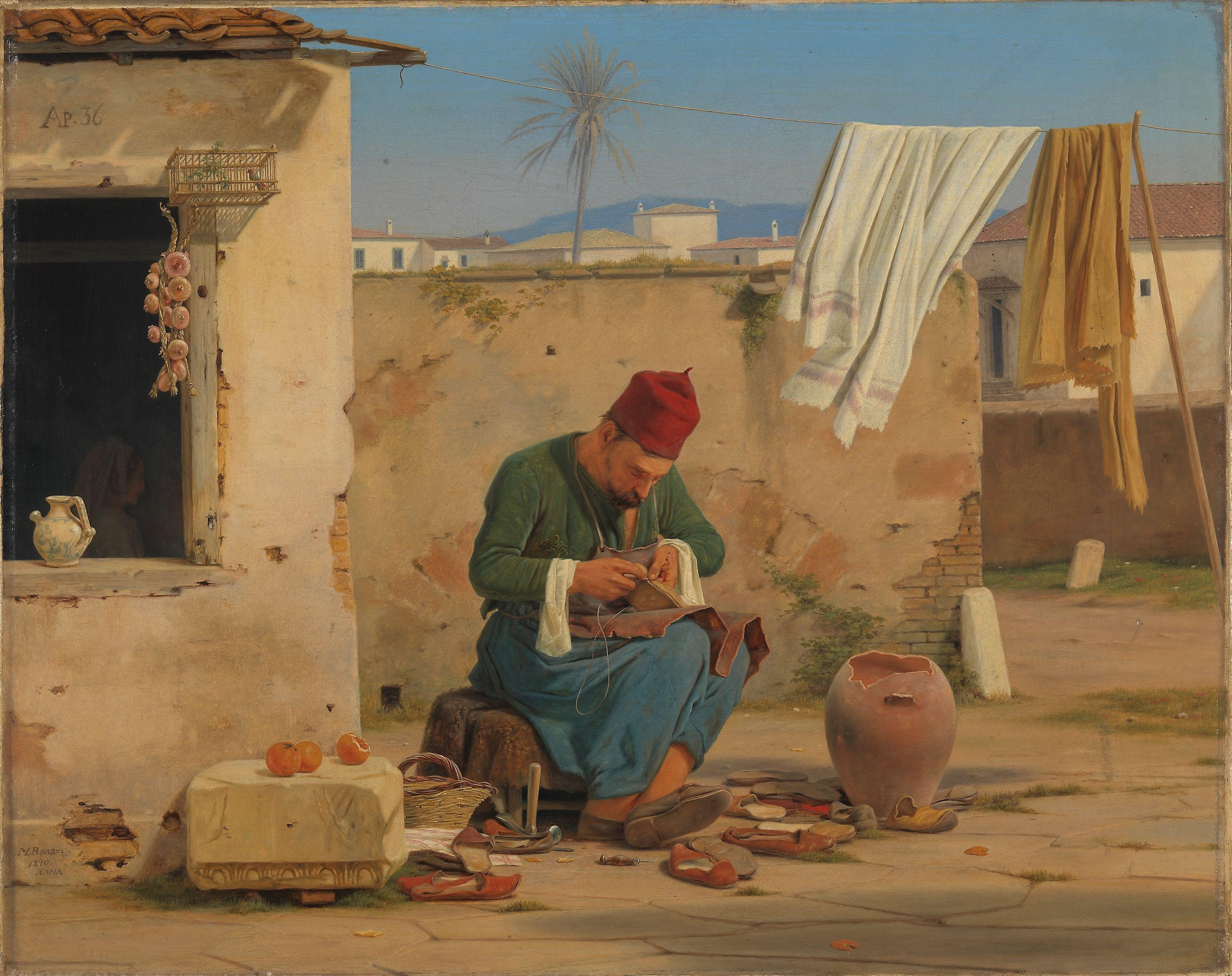
Zapatero griego (1840)
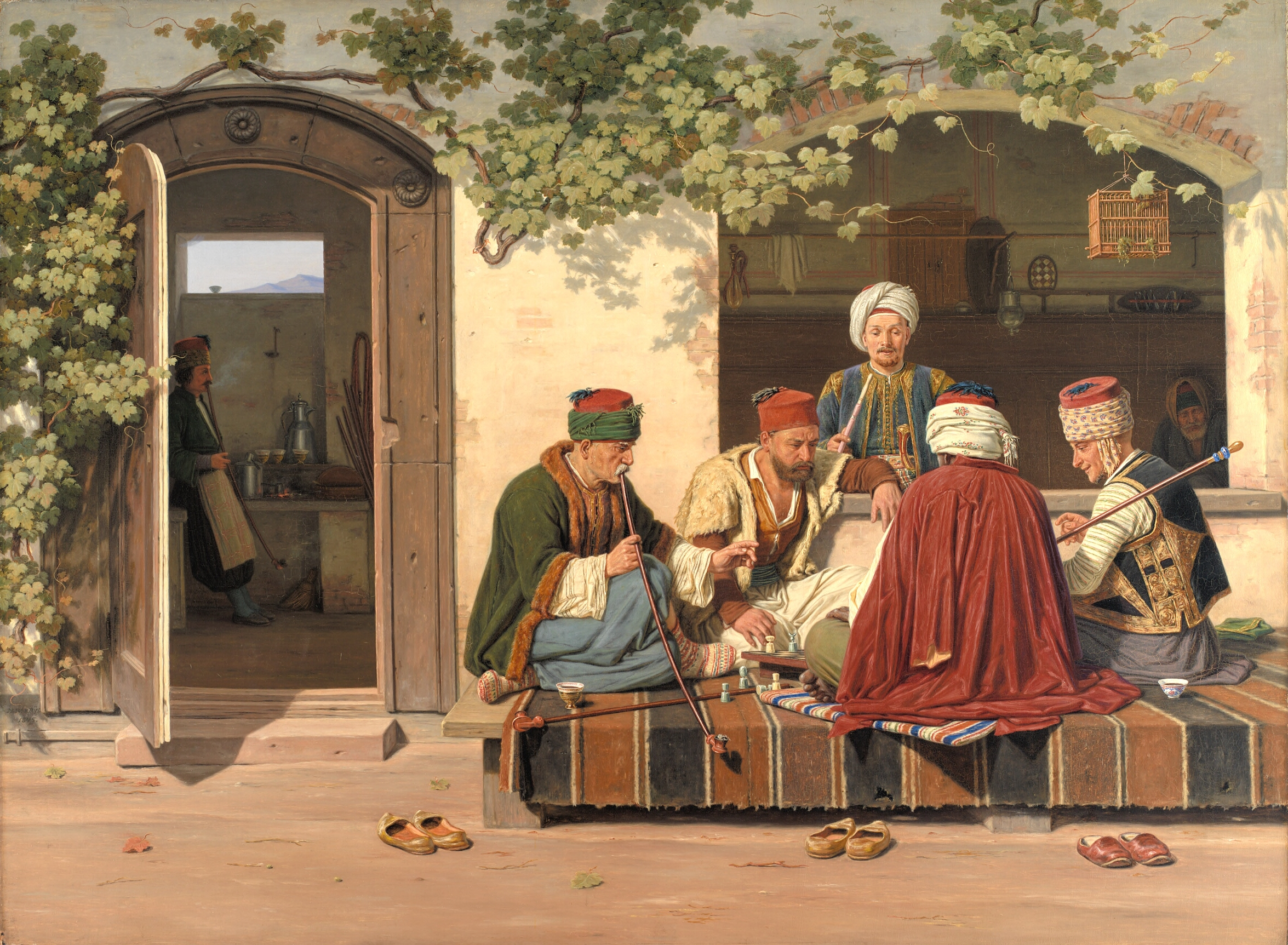
Orientales jugando al ajedrez, frente a una cafetería y barbería turca (1845)
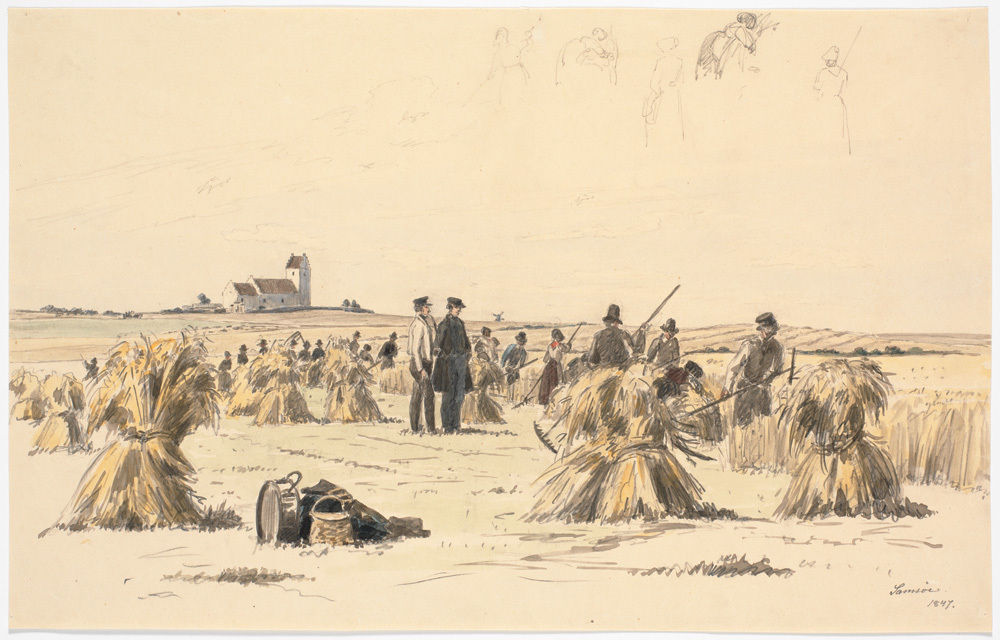
Trabajadores del campo en la cosecha (1847)
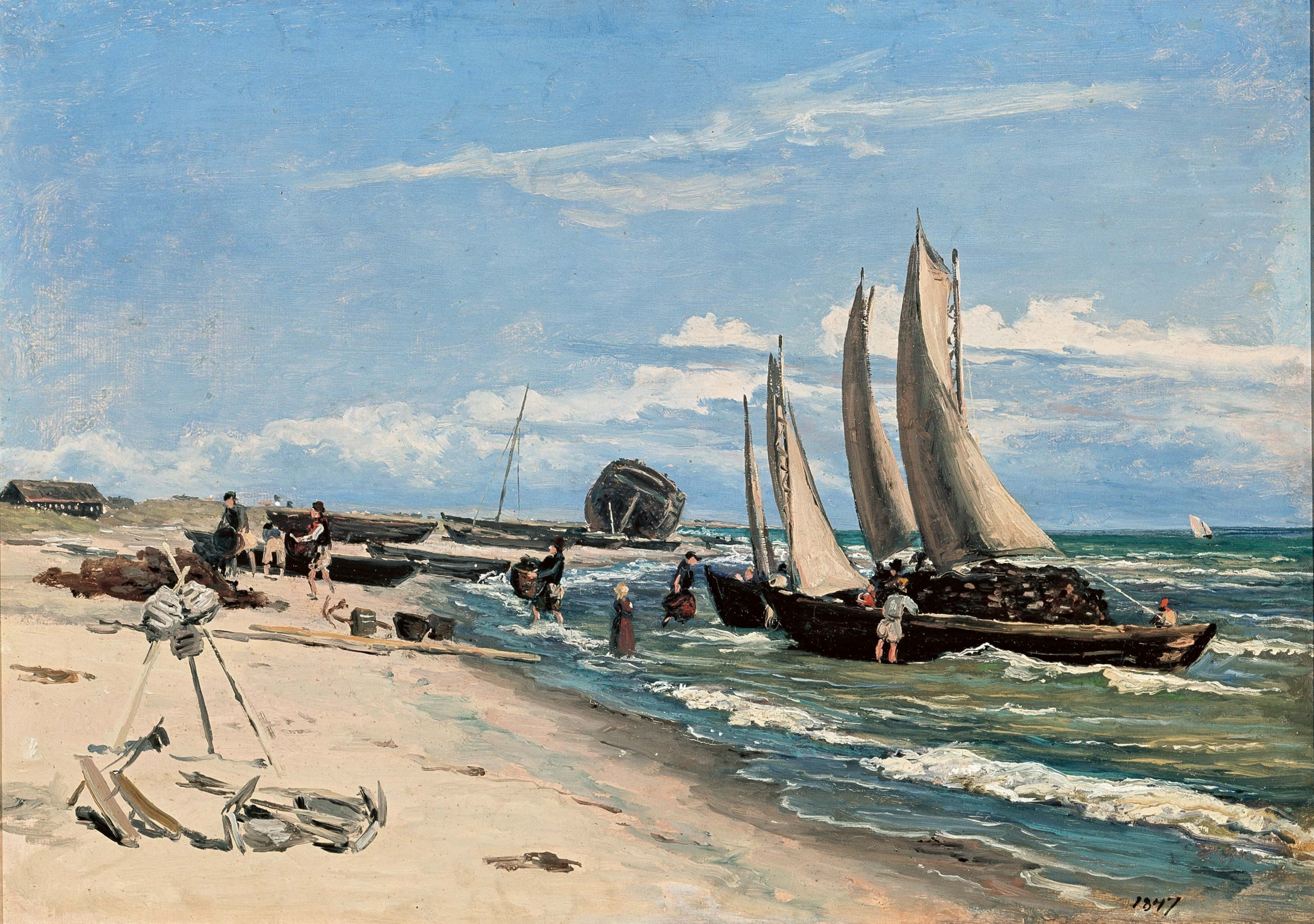
Paisaje de Skagen, Vesterby (1847)
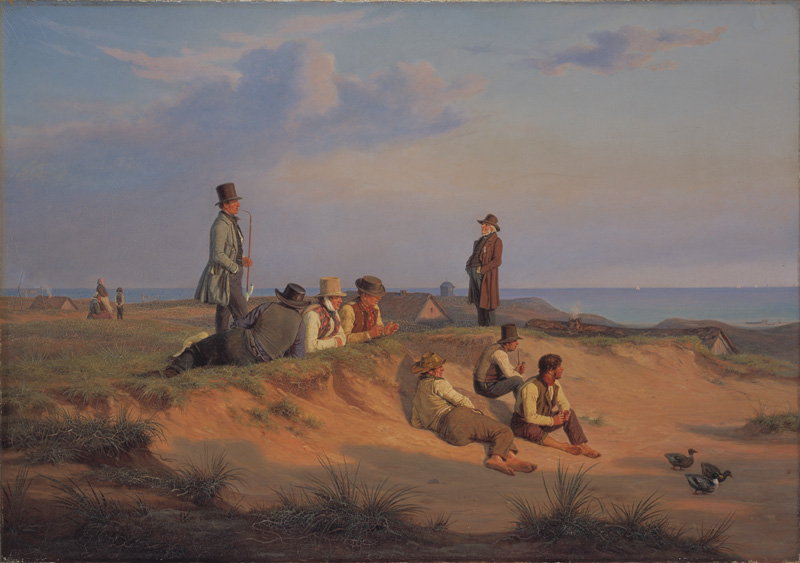
Hombres de Skagen en una tarde de verano con buen tiempo (1848)